# Xanthorhoe arcticaria
Xanthorhoe arcticaria är en fjärilsart som beskrevs av Wilhelm Moritz Keferstein 1831/35. Xanthorhoe arcticaria ingår i släktet Xanthorhoe och familjen mätare. Inga underarter finns listade i Catalogue of Life.